# Bakkaflói
Bakkaflói è una baia situata nel settore nordorientale dell'Islanda.

## Descrizione
La baia di Bakkaflói è situata nella regione dell'Austurland. La baia si trova a est della penisola di Langanes e ad ovest di Capo Digranes. La baia è larga 17 km e penetra per 14 km nell'entroterra.
Bakkaflói si suddivide in tre piccoli fiordi: Finnafjörður, Miðfjörður e Bakkafjörður a est, dove si trova l'omonimo villaggio.

## Vie di comunicazione
Lungo la sponda sud della baia corre la strada S85 Norðausturvegur, che si dirama dalla Hringvegur, la grande strada statale ad anello che contorna l'intera isola.